# (2370) van Altena
(2370) van Altena es un asteroide que forma parte del cinturón de asteroides y fue descubierto por Arnold A. Klemola desde el observatorio El Leoncito, Argentina, el 10 de junio de 1965.

## Designación y nombre
van Altena fue designado inicialmente como 1965 LA.
Más tarde se nombró en honor del astrónomo estadounidense William van Altena.

## Características orbitales
van Altena está situado a una distancia media de 2,714 ua del Sol, pudiendo acercarse hasta 2,214 ua y alejarse hasta 3,214 ua. Tiene una inclinación orbital de 8,276° y una excentricidad de 0,1843. Emplea 1633 días en completar una órbita alrededor del Sol.